# ФМП (баскетбольный клуб)
ФМП (серб. КК ФМП Београд) — сербский баскетбольный клуб, выступающий в чемпионате Сербии и Адриатической лиге. Представляет город Белград, домашняя площадка — Дворец Железник. Клуб был основан в 1970 году и до 2009 года базировался в Нови-Саде под названием «Раднички». Клуб рассматривает себя в качестве преемника ФМП Железник, который в 2011 году объединился с «Црвеной звездой».

## История

### Раднички Нови-Сад (1970—2009)
Клуб был основан в Нови-Саде в 1970 году под названием «Раднички». В сезоне 2007/2008 клуб впервые выступил в высшем дивизионе чемпионата Сербии. В сезоне 2008/2009 защитник «Раднички» Златко Болич набирал в среднем 22,8 очков за игру, что стало лучшим результатом сезона в лиге.

### Раднички Белград (2009—2013)
В 2009 году клуб перебрался в Белград, но сохранил своё название «Раднички». В 2011 году клуб стал называться «Раднички ФМП».

### ФМП (2013—н.в.)
ФМП дебютировали в Лиге ABA в сезоне 2016/2017, в котором заняли 9 место. Также тяжёлый форвард Джона Болден был признан самым перспективным игроком лиги, набирая 12,9 очков и делая 7,2 подбора за игру в своём дебютном сезоне на профессиональном уровне.
В декабре 2020 года клуб стал акционером Лига ABA, заменив другой сербский клуб «Металац».

## Достижения
Чемпионат Сербии
- Серебряный призёр: 2017, 2018, 2022